# ピョートル・クロポトキン
ピョートル・アレクセイヴィチ・クロポトキン（Пётр Алексе́евич Кропо́ткин、Pjotr Aljeksjejevich Kropotkin、 1842年12月9日 - 1921年2月8日）は、ロシアの革命家、政治思想家であり、地理学者、社会学者、生物学者。
プルードン、バクーニンと並んで、近代アナキズムの発展に尽くした人物であり、学者としての長年の考証的学術研究に基づき、当時一世を風靡した社会進化論やマルクス主義を批判し、相互扶助を中心概念に据えた無政府共産主義を唱えた。
著書に『パンの略取』(1892年)、『田園・工場・仕事場』(1898年)、『相互扶助論』(1902年)などがある。
その思想は、社会運動のみならず文学にも影響を与えた。自伝『ある革命家の思い出』は、いくつかの日本語訳もある。

## 生涯

### 幼少時代
ピョートル・アレクセイヴィッチ・クロポトキンは、1842年12月9日、モスクワの古い屋敷町であるスタラヤ・コニュシェンナヤで、クロポトキン公爵家の三男として生まれた。クロポトキン公爵家は、キエフ大公国の始祖リューリクの血を引くスモレンスク公ドミトリー・ヴァシーリエヴィッチの末裔であり、家名は彼の通称であるクロポトゥカに由来する。カルーガ、リャザン及びタンボフ3県にまたがる土地を所有し、多数の農奴を有する大地主であると共に代々宮廷での要職を担い、貴族、軍人、高級官僚を輩出し、父アレクセイ・ペドロヴィッチは露土戦争に参加して聖ゲオルギー勲章を受けた軍人ではあったものの、粗野で俗物的であり子どもたちや使用人たちに乱暴だった。母エカチェリーナ・ニコラエヴナは、ウクライナ独立のために戦ったウクライナ・コサックの血筋を引くスリーマ家の令嬢で、彼女の父はナポレオンの侵攻の際に武勲を立てた軍人であった。粗野な父に比して教養に通じ母は理知的であり使用人たちや子どもたちにも優しかったものの、クロポトキンが3歳の時に死亡。彼とその兄アレクセイは家庭教師がつくまで、彼女を慕う使用人たちの手によって養育された。
7歳の時に仮面舞踏会に出席し、ニコライ1世の目に止まる。この時貴族幼年学校への入学を約束されたものの、年齢に達しなかったので引き続き家庭教師の教育を受けた。だがそれでも欠員が無かったためモスクワ第一中学校で2年間を過ごし幼年学校に入学するが、入学試験の際に数学の成績が芳しくなかったため入学当初は最下位のクラスである第5組（幼年学校は5クラスあり、成績順に第1組から5組まで在った。）からスタートした。だが幼年学校では優秀な成績を収め14歳の時にはサンクトペテルブルクの近衛連隊に入隊するまでになり、ここで陸軍士官学校に進学するための特別な教育と訓練を受けることになる。この頃から農民や農村社会への関心を持ち、フランスの百科全書派など西欧諸国の啓蒙思想に触れることが多くなる。

### 軍人生活から地理学研究・無政府主義者へ
1862年にクロポトキンは自ら望んでイルクーツクに赴任、軍務の傍らシベリアから満州一帯の現地調査を行い地理学的知見をロシアにもたらした。一方で、ジョン・スチュアート・ミルやアレクサンドル・ゲルツェン更にはピエール・ジョゼフ・プルードンなどの著作に親しみ、無政府主義への関心を深める。
1867年にクロポトキンは軍を退役、生家からは勘当される格好となるもサンクトペテルブルクに戻って数学を学びにサンクトペテルブルク大学へ入ると共にロシア地理学協会に入会した。フィンランドやスウェーデンに氷期の堆積物の現地調査に向かったりアジア方面での地理学的知見などの学問的業績を残す一方で、秘密裏に活動していた革命結社に出入りする様になる。1872年にはベルギーからスイスへと外遊し、（バクーニン派の）第一インターナショナルの会合にロシア無政府主義者の代表として出席した。

### 逮捕・亡命
1874年にクロポトキンは革命謀議で逮捕され、ペトロパヴロフスク要塞の牢獄に拘留される。獄中で健康を損ねたことから医療刑務所に移されるが、そこを脱獄するとフィンランドからスウェーデン・ノルウェーを経てイギリスに亡命した。さらに、第一インターナショナルの伝手によってスイスに移りラ・ショー＝ド＝フォンに居住、更に何度も逮捕や指名手配・投獄を繰り返しながらもヨーロッパ各地で無政府主義者としての活動を続けた。一方、私生活では1878年にソフィア・ラビノビッツと結婚、1人娘をもうける。
1879年には、ジュネーブでアナキスト系の新聞『ル・レヴォルテ』の創刊に関わった。

### ロシア革命以降
二月革命を経てクロポトキンはロシアに戻り、臨時政府から文部大臣就任を打診されるもこれを拒否。ボリシェビキによって十月革命が起きた際にはこれで革命が葬られたと言い、これを批判。ボリシェビキ流の民主集中制・集権的革命とは違う分権的・反権威主義的革命を主張し、革命が結果的に資本主義の復活へと繋がることを予見していた。
1921年にモスクワ近郊のドミトロフで死去。葬儀にあたってはボリシェビキ批判を掲げてアナキスト達が行進し、レーニンも（反乱や暴動を恐れてか）黙認したものの以後アナキズムは禁止され、以後60年以上にわたりソビエト連邦の独裁体制が続くことになる。

## 格言
- 民衆の中にあって、真理と正義と平等のために不断に闘うこと･･･これ以上に尊い生活はおそらく望みえないであろう。 『青年に訴える』より
- 革命を成功させるのは希望であって、絶望ではないのだ。『ある革命家の思い出』より

## 日本語訳
- 『青年に訴ふ』大杉栄訳、労働運動社、1922年
- 『ロシア文学の理想と現実』瀬沼茂樹・伊藤整共訳、創元文庫 上下、1952-53年
- 『ある革命家の手記』各・上下、高杉一郎訳、岩波文庫、1979年／平凡社ライブラリー、2011年
- 『ロシア文学の理想と現実』 高杉一郎訳、岩波文庫 上下、1984-85年
- 『相互扶助論』 大杉栄訳、編集部現代語訳、同時代社、1996年、新版2017年ほか
- 『相互扶助再論　支え合う生命・助け合う社会』 大窪一志訳、同時代社、2012年
- 『相互扶助論』小田透訳、論創社、2024年

### 伝記
- ダニエル・P・トーデス『ロシアの博物学者たち』 垂水雄二訳、工作舎、1992年　ISBN 978-4-87502-205-3
- ナターリヤ・マリア・ピルーモヴァ『クロポトキン伝』 左近毅訳、法政大学出版局〈叢書・ウニベルシタス〉、1994年